# Edgar Leonard

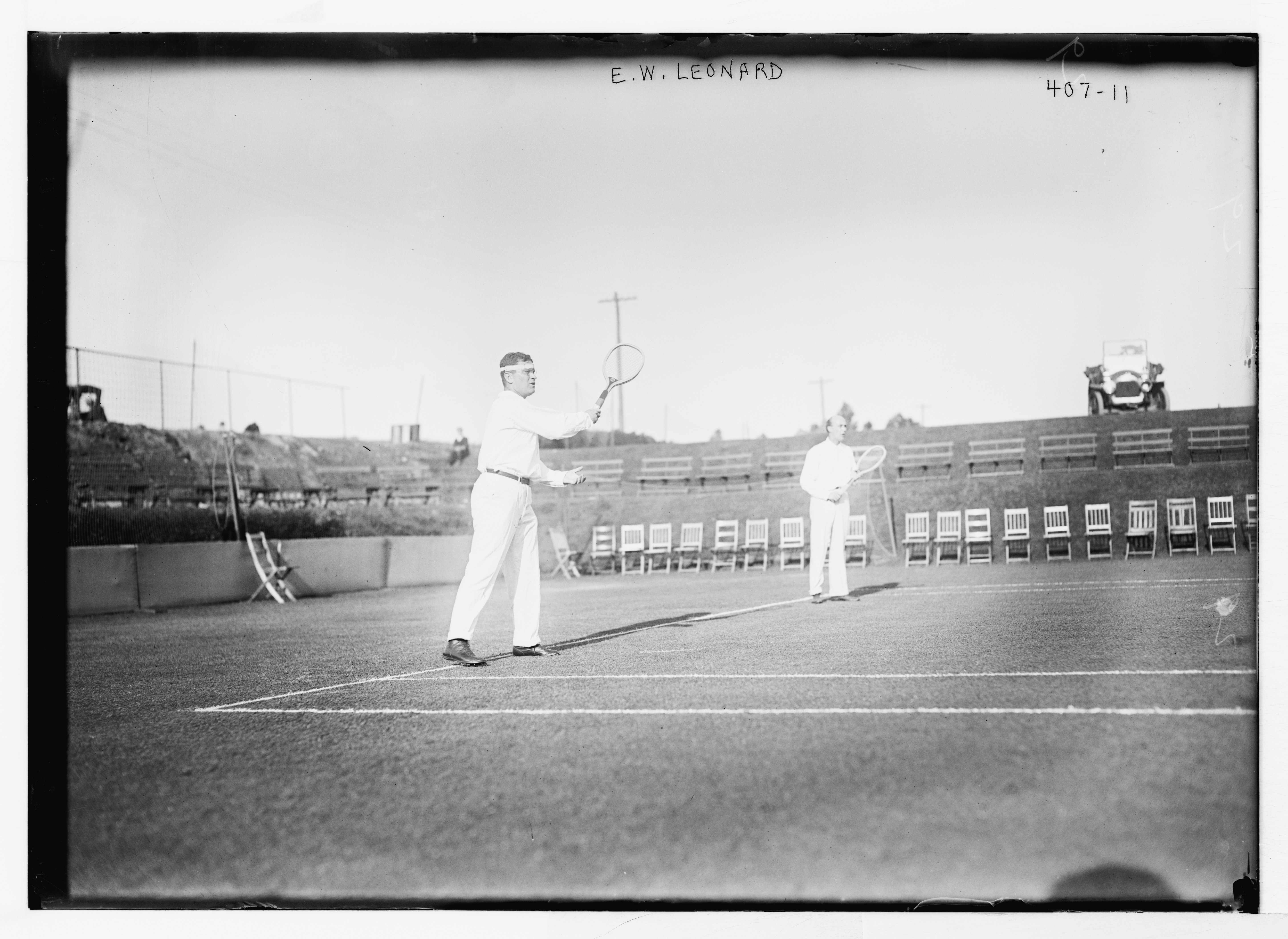
Edgar Leonard

Edgar Welch Leonard (West Newton, Newton, 19 de junio de 1881 - Nueva York, 7 de octubre de 1948) es un tenista estadounidense. Se graduó en la Universidad de Harvard y participó en los Juegos Olímpicos de San Luis 1904, donde ganó dos medallas: una de bronce en el torneo individual de tenis y una de oro en dobles junto con Beals Wright.